# Remo nos Jogos Pan-Americanos de 2015 - Skiff quádruplo feminino
A competição do skiff quádruplo feminino foi um dos eventos do remo nos Jogos Pan-Americanos de 2015. Foi disputada no Royal Canadian Henley Rowing Course em St. Catharines, nos dias 12 e 15 de julho.

## Calendário
Horário local (UTC-4).
| Data        | Horário | Fase          |
| ----------- | ------- | ------------- |
| 12 de julho | 10:50   | Eliminatórias |
| 15 de julho | 10:15   | Final         |

## Medalhistas
|  | CAN Canadá                                                      |  | USA Estados Unidos                                         |  | ARG Argentina                                               |
|  | Kate Goodfellow Kerry Shaffer Carling Zeeman Antje von Seydlitz |  | Sarah Giancola Nicole Ritchie Lindsay Meyer Victoria Burke |  | Maria Laura Abalo Karina Wilvers Milka Kraljev Maria Rohner |

## Resultados

### Eliminatórias
| Pos. | Remador | Nacionalidade      | Tempo   | Notas |
| ---- | --- | ------------------ | ------- | ----- |
| 1    | Kate Goodfellow Kerry Shaffer Carling Zeeman Antje von Seydlitz                                                          | CAN Canadá         | 6:30.83 | F     |
| 2    | Sarah Giancola Nicole Ritchie Lindsay Meyer Victoria Burke                                                               | USA Estados Unidos | 6:45.06 | F     |
| 3    | Aimee Hernandez Yudeisy Rodriguez Yarilexis Reyes Yariulvis Cobas                                                        | CUB Cuba           | 6:53.06 | F     |
| 4    | Caroline De Carvalho Corado Sophia Valente Camara Py Gabriela Cardozo de Almeida Salles Yanka Vieira Rodrigues de Britto | BRA Brasil         | 6:54.58 | F     |
| 5    | Soraya Jadue Josefa Vila Melita Abraham Antonia Abraham                                                                  | CHI Chile          | 6:54.96 | F     |
| 6    | Maria Laura Abalo Karina Wilvers Milka Kraljev Maria Rohner                                                              | ARG Argentina      | 6:56.29 | F     |

### Final
| Pos.              | Remador | Nacionalidade      | Tempo   | Notas |
| ----------------- | --- | ------------------ | ------- | ----- |
| Medalha de ouro   | Kate Goodfellow Kerry Shaffer Carling Zeeman Antje von Seydlitz                                                          | CAN Canadá         | 7:07.63 |       |
| Medalha de prata  | Sarah Giancola Nicole Ritchie Lindsay Meyer Victoria Burke                                                               | USA Estados Unidos | 7:16.26 |       |
| Medalha de bronze | Maria Laura Abalo Karina Wilvers Milka Kraljev Maria Rohner                                                              | ARG Argentina      | 7:18.09 |       |
| 4                 | Aimee Hernandez Yudeisy Rodriguez Yarilexis Reyes Yariulvis Cobas                                                        | CUB Cuba           | 7:27.56 |       |
| 5                 | Soraya Jadue Josefa Vila Melita Abraham Antonia Abraham                                                                  | CHI Chile          | 7:31.30 |       |
| 6                 | Caroline De Carvalho Corado Sophia Valente Camara Py Gabriela Cardozo de Almeida Salles Yanka Vieira Rodrigues de Britto | BRA Brasil         | 7:32.88 |       |